# Amaury de La Roche
Pour les articles homonymes, voir La Roche.
Amaury de La Roche est un dignitaire de l'ordre du Temple qui a été grand commandeur et maître de province au cours de la seconde moitié du XIIIe siècle.

## Biographie
Amaury de La Roche ((la):Almaricus de Rupe, de Rocha) « issu d'une branche de la famille des comtes de Namur, installée près d'Autun », était commandeur de la province de France en 1256. Il se trouve ensuite en Terre sainte accédant à la deuxième dignité la plus élevée au sein de l'Ordre, à savoir celle de grand commandeur en 1261/62. Ami et proche confident du roi Louis IX de France (saint Louis), il est envoyé en France en 1264 par le maître de l'Ordre (Thomas Béraud).
De 1265 à 1271, il succède à Humbert de Pairaud comme maître de la province de France. Cette nomination fut demandée dès 1264 par le pape Urbain IV et le roi de France. En 1265 Amaury de La Roche fait partie avec ce même Humbert (alors visiteur de France et d'Angleterre) de ceux qui intronisent Jacques de Molay dans l'ordre du Temple (ce sera le dernier maître de cet ordre), à la chapelle de la commanderie de Beaune au sein du duché de Bourgogne. D'après les pièces du procès de l'ordre du Temple, il se pourrait qu'il ait conservé cette fonction jusqu'en 1277. Il a également participé à la huitième croisade en 1270.
Il n'apparaît plus dans aucun document (charte) après 1271, mentionné uniquement au cours du procès par certains frères, Humbert de Pairaud étant de nouveau maître de cette province en 1272 mais il n'y a pas de successeur attesté comme maître de la province de France entre 1273 et 1277/79 avant Jean le Français.
D'après Jean-Luc Alias, il a également été commandeur de la commanderie de Saint-Étienne-de-Renneville entre 1282 et 1291 mais cette information semble en contradiction avec les sources historiques existantes. Au cours du procès, l'interrogatoire des frères de la baillie de Caen qui s'est déroulé le 27-28 octobre 1307 nous apprend qu'un frère « Aimeré » était commandeur de Renneville seize et vingt-quatre ans plus tôt.

## Amaury de La Roche au cinéma
- 2001 : I cavalieri che fecero l'impresa de Pupi Avati (film italien)